# قضية أكياس الدم الملوثة
قضية هايديلنا هي قضية رأي عام شهيرة شهدتها مصر، كان بطلها شركة هايديلنا لتوريد المستلزمات الطبية والتي يرأسها الدكتور هاني سرور نائب مجلس الشعب عن الحزب الوطني الحاكم، تم اتهام الشركة بالدخول في مناقصة - بغير وجه حق - لتوريد قرب دم لوزارة الصحة المصرية وتم ترسية المناقصة علي الشركة، إلى أن اكتشف أن قرب الدم الموردة ملوثة ومعيبة وغير مطابقة للمواصفات المحلية والعالمية.

## تحريك القضية
بناء على بلاغٍ من مباحث الأموال العامة والمتضمن بلاغ بعض موظفي وزارة الصحة عن ارتكاب مخالفاتٍ في توريد أكياس الدم من شركة «هايدلينا» إلى إدارة شئون الدم ومشتقاته بوزارة الصحة قامت النيابة العامة المصرية بعد توافر عناصر الجدية في التحريات باتخاذ الإجراءات القانونية حيث لم تبدأ أي إجراءٍ من إجراءاتِ التحقيق في الدعوى إلا بعد الحصول على إذنٍ من مجلس الشعب لشمول الأدلة لوقائع الاتهام ضد عضو مجلس الشعب هاني سرور؛ وذلك مراعاةً لأحكام القانون والدستور.
وتم إحالة المتهمين للمحاكمةِ بعد أن كشفت تحقيقات النيابة عن وجود ميكروبات وفطر وعفن داكن داخل «أكياس الدم» وانبعاث رائحةٍ من بعضها؛ مما يؤدي إلى تسمم دم المريض وقد يؤدي للوفاة.
وأشارت النيابة العامة المصرية إلى أنَّ اللجانَ الفنية المختصة أعدت تقريرًا كشفت فيه عن وجود عيوبٍ فنيةٍ في الأكياس الموردة؛ مما يؤدي إلى تعرُّض المتبرعين للإغماء لزيادة معدل تدفق الدم عن المعدل الطبيعي وحدوث تجلطات بالدم وتعرُّض أكياس الدم للانفجار أثناء فصل مكونات الدم وزيادة تركيز الكلورايد عن الحدِّ المسموح به، وزيادة نسبة القلوية الكلية عن المعدل القياسي؛ مما يؤدي إلى تكسير كرات الدم وفقدان الدم لخواصه.
ونوَّهت النيابةُ إلى أن إرساء مناقصة وزارة الصحة في صنف «أكياس الدم» على شركة «هايدلينا» خرجت عن القواعد الصحيحة التي نصَّت عليها أحكام القانون والمزايدات، وأن الشركةَ لم تراعِ الاشتراطات الفنية لإنتاجها من قربِ الدم قبل عرضها في السوق المحلي.
وجاء في قرار الإحالة أن المتهمين «حلمى صلاح ومحمد وجدان» في الفترة من 3 سبتمبر 2005 حتى 27 أغسطس 2006 بصفتهما موظفين عموميين بوزارة الصحة، حصلا على منفعة وحاولا الحصول على ربح لغيرهما بدون وجه حق من عمل من أعمال وظيفتهما، ومكنا المتهمين «هانى ممدوح سرور وشقيقته نيفان» من الحصول على منفعة بدون وجه حق، عن طريق قيام المتهمين الأولين بإتمام إجراءات ترسية مناقصة توريد قرب الدم لوزارة الصحة، التي أجريت في 3 سبتمبر 2005 على شركه «هايدلينا» بزعم مطابقتها للمواصفات على خلاف الحقيقة وحجبا الشكاوى الواردة بكتاب المركز القومى لنقل الدم والمقدمة من مديرى بنكى الدم بمستشفى فاقوس ومنشية البكرى حول ما بقرب الدم، موضوع المناقصة، من عيوب تمثلت في زيادة درجة استطالة المادة المصنع منها قرب الدم، مما يؤدى إلى تعرض المتبرعين للإغماء لزيادة معدل تدفق الدم، وتؤدى إلى حدوث تجلطات.

## المتهمون في القضية
- حلمي صلاح الدين مدير الإدارة العامة لشئون الدم ومشتقاته بوزارة الصحة
- محمد وجدان رئيس إدارة التوجيه الفني بالإدارة العامة لشئون الدم ومشتقاته بالوزارة
- هاني سرور رئيس مجلس إدارة شركة هايديلينا للمستلزمات الطبية
- نيفان سرور مهندسة والعضو المنتدب لشركة هايديلينا
- وفاء عبد الرحيم مديرة مصنع هايديلينا
- أشرف إسحاق مدير إنتاج مصنع هايديلينا
- فتحية أحمد عبد الرحيم مديرة الرقابة على الجودة بمصنع هايديلينا.

## تهمة الفساد
- أكدت النيابة العامة أن شركة هايدلينا تقدمت دون وجه حق بعرض في المناقصة الطبية مع الوزارة، مع أن الشركة ليس لها سابقة في توريد صنف أكياس الدم ومستلزماتها لوزارة الصحة، وهو الشرط الحاسم بقواعد الدخول في المناقصة، وساعد الشركة في الالتفاف حول ذلك الشرط المتهمين الأول حلمي صلاح الدين والثاني محمد وجدان، وهما موظفان عموميان، تخليا عن التجرد والنزاهة الذين من المفترض أن يتحليا بهما في عملهما العام.

## الحكم في القضية
صدر الحكم في القضية في 15 أبريل 2008 حيث قضت محكمة جنايات القاهرة ببراءة جميع المتهمين.

## النيابة العامة تطعن علي الحكم
قرر المستشار عبد المجيد محمود النائب العام الطعن بالنقض على الحكم الذي اصدرته محكمة جنايات القاهرة ببراءة جميع المتهمين في قضية أكياس الدم الفاسدة الموردة من شركة «هايدلينا» إلى وزارة الصحة وذلك للخطأ في تطبيق القانون
ومخالفة الثابت في الاوراق والتعسف في الاستنتاج والفساد في الاستدلال وتناقض أسباب الحكم وعدم صحة اجراءات إصداره.
وأوضح النائب العام أن حكم البراءة قد شابه العديد من مناحى الطعن منها الخطأ في تطبيق القانون إذ استند الحكم على قضائه ببراءة المسئولين عن شركة هايدلينا على أساس ان نسبة العيوب الثابتة في «قرب الدم» تدخل في نطاق النسب المسموح بها في قانون المناقصات والمزايدات وذلك على خلاف الحالة الخاصة بهذه القرب التي اكدت التقارير الفنية بشأنها انها لا تصلح للغرض المعدة له ولم تصدر موافقة عن الجهة
المختصة بقبولها.
وأوضح النائب العام ان الحكم ارتكز على نفى تحقيق الغش لما جاء في تقرير لجنة الطب الشرعى المشكلة بمعرفة النيابة العامة من سلامة مكونات سائل منع التجلط والتفت عن باقي العيوب الثابتة بالتقارير الفنية الأخرى ومنها زيادة درجة استطالة الخامة المصنع منها القرب إلى الضعف مما قد يؤدى إلى تعرض المتبرعين بالدم للإغماء وزيادة تركيز الكلوريد ونسبة القلوية في الخامة ووجود ميكروبات وفطر وانبعاث رائحة في بعض القرب مما قد يؤدى إلى تسرب البكتريا
إلى دم المريض واصابته بتسمم بكتيرى، وسهولة ازالة الأرقام الموجودة على «اللي» مما قد يؤدى إلى عدم الاهتداء إلى شخص المتبرع بالدم بعد اختبار الصلاحية.
وأشار النائب العام إلى ان مدلول الغش يشمل كل مخالفة لاصول صناعة الشئ أو المواصفات القياسية المصرية والتي اثبتت التقارير الفنية عدم مراعاتها في إنتاج هذه «القرب» إلا أن الحكم قصر مدلول الغش في تنفيذ عقد التوريد على مخالفة بنود المواصفات الفنية للمناقصة فقط.
وقال النائب العام المستشار عبد المجيد محمود انه ورد بالحكم ان المتهمين هانى سرور رئيس مجلس إدارة هايدينا وشقيقته نيفان لم يتدخلا في أعمال المناقصة أو التوريد على خلاف الثابت بالاوراق من أن هانى سرور حضر خمسة اجتماعات مع مسئولى وزارة الصحة انصبت على موضوع المناقصة ومع مفتشى إدارة الصيدلة بالمصنع تعلقت بخط إنتاج القرب وان نيفان هي التي تولت اجراءات تقديم عرض الشركة واستيراد ماكينات وخامات الإنتاج.
وأشار إلى ان الحكم نسب لشاهدتين قولهما بان العيوب الواردة بقرب الدم قد تحدث من سوء التداول والتخزين على عكس ما شهدتا به من أن هذه العيوب لا تحدث إلا من الإنتاج وسوء الخامات.
واوضح ان الحكم اورد انه لم ترد أي شكاوى من الجهات المستعملة للقرب من أي عيوب بها على خلاف الثابت بالاوراق من ورود عدة شكاوى في هذا الصدد عن حدوث الالام للمتبرعين وعدم اتمام بعض عمليات التبرع وحدوث تجلطات في بعض القرب فضلا عما قرره أحد الشهود عن شعوره بالالم أثناء عملية التبرع مما أدى لاصابته باغماء وتورم في الذراع.
وقال النائب العام ان الحكم وصف التقارير الفنية العديدة سواء الواردة من الجامعات المختلفة أو اللجنة المنتدبة بمعرفة النيابة العامة فيما اوردته من عيوب في هذه «القرب» بانها متناقضة على أساس ان كلا منها اضافت عيوبا أخرى لم تورده غيرها دون أن تخالف احداها الأخرى وذلك بدلا من أن يصفها بانها تقارير متكاملة بل وصفها بأنها متناقضة وبالتالى لم يعول عليها.
وأكد النائب العام وجود تناقض بين أسباب الحكم وعدم صحة اجراءاته إذ نفى الحكم جريمة التربح في موضع منه على أساس سلامة الإجراءات التي اتبعت وتوافقها مع احكام قانون المناقصات والمزايدات فيما انتهى في ذات المقام لنفى ذات التهمة وان اجراءات المناقصات برمتها شابتها اخطاء ومخالفات لاحكام قانون المناقصات والمزايدات ولائحته التنفيذية.
وأوضح ان الحكم نفى جريمة الغش التجارى على أساس انها لا تتوافر الا في حق مدير المصنع والمحل والصيدلى ثم انتهى في ذات الوقت إلى تبرئة المتهمين المسئولين عن ذلك رغم اقرارهم بتولى هذه المسئولية.
وأكد النائب العام عدم صحة اجراءات الحكم إذ صدر من محكمة الجنايات بتشكيل مغاير لتشكيل الدائرة التي استمعت إلى مرافعات النيابة العامة كما أن المحكمة قبلت مذكرة للدفاع عقب قفل باب المرافعة وعولت في حكمها على بعض ما أوردته هذه المذكرة دون فتح باب المرافعة ويمكن النيابة العامة من التعليق على ماورد بها.

## رجال النيابة الذين ترافعوا في القضية بعد الطعن
- المستشار على الهواري المحامي العام الأول لنيابة الأموال العامة العليا.
- المستشار عماد عبد الله رئيس النيابة،

## الحكم الثاني بعد طعن النائب العام
جاء حكم محكمة جنايات القاهرة برئاسة المستشار المحمدي قنصوة بمعاقبة 4 متهمين بالسجن لمدة 3 سنوات وهم: 
- هاني سرور عضو مجلس الشعب ورئيس مجلس إدارة شركة «هايدلينا» للمستلزمات الطبية
- نيفان سرور، مهندسة والعضو المنتدب للشركة
- حلمي صلاح الدين، مدير الإدارة العامة لشئون الدم ومشتقاته بوزارة الصحة
- محمد وجدان رئيس إدارة التوجيه الفني بالإدارة العامة لشئون الدم ومشتقاته بالوزارة.

كما قضت المحكمة بمعاقبة 3 متهمين آخرين بالحبس لمدة 6 أشهر مع الشغل وهم: 
- وفاء عبد الرحيم مديرة مصنع هايدلينا
- أشرف اسحق مدير إنتاج المصنع
- فتحية أحمد عبد الرحيم مديرة الرقابة على الجودة بالمصنع.

كما قضت المحكمة بتغريم المتهمين السبعة في القضية مبلغ 3 ملايين و695 ألف جنيه مصري، إلى جانب تغريم المتهمين الأربعة المقضي بعقوبة السجن 3 سنوات بحقهم برد مبلغ مماثل لخزانة الدولة
قضت المحكمة أيضا بعزل اثنين من المتهمين العاملين بوزارة الصحة من وظائفهما وهما حلمي صلاح الدين ومحمد وجدان، فيما ألزمت المحكمة باقي المتهمين بنشر الحكم على نفقتهم الخاصة في جريدتين واسعتي الانتشار، ومصادرة قرب الدم الملوثة والمستلزمات الطبية الفاسدة.
ثم قضت محكمة النقض حكما نهائيا ببرائته.